# Ad-Damir

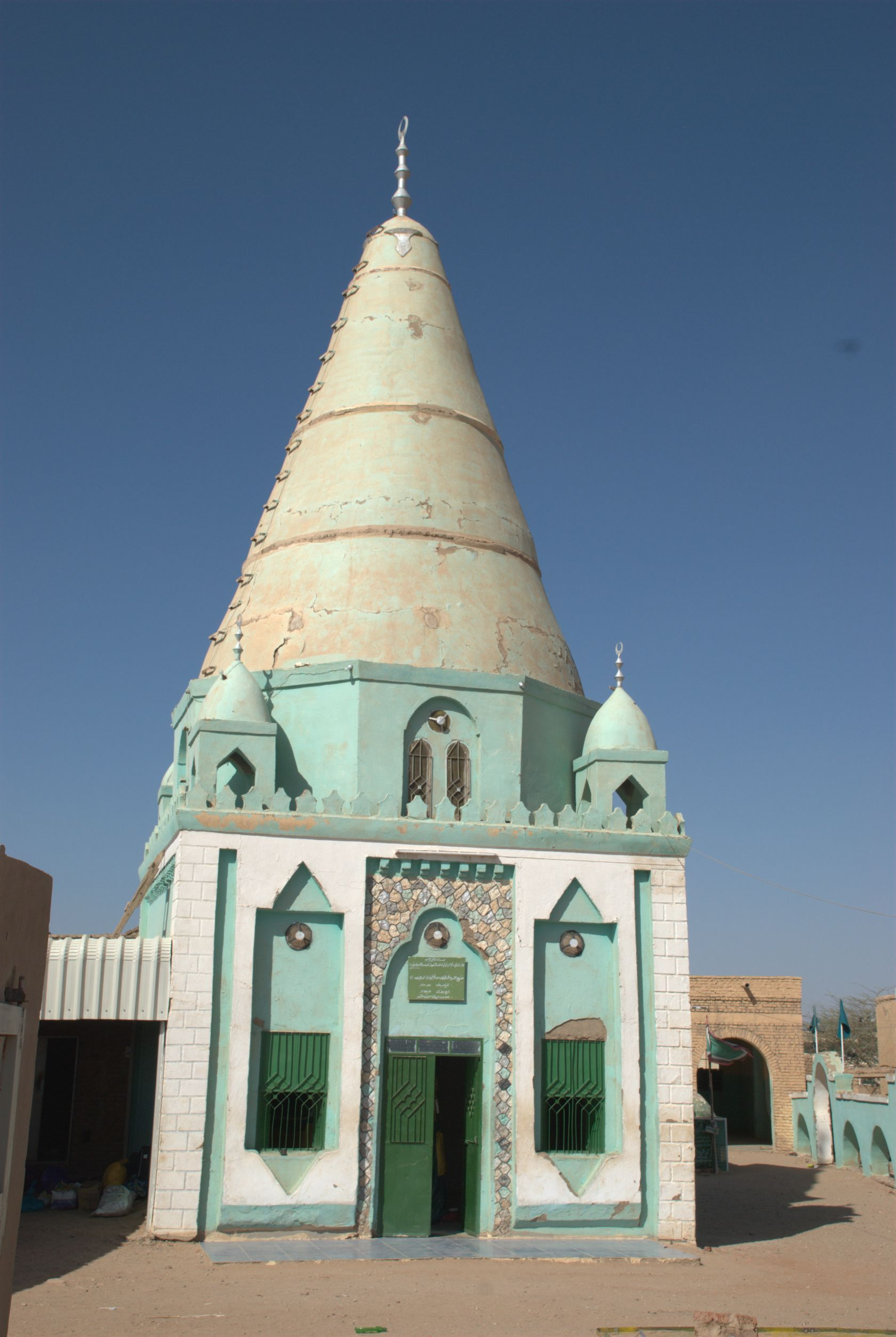
Grabmal von al-Majdhub. Es wird im Innern gegen den Uhrzeigersinn umgangen und besonders von Frauen verehrt. Die Erde unter dem mit grünem Stoff behangenen Holzgestell ist feucht, ein Zeichen für das hier ausströmende Baraka.

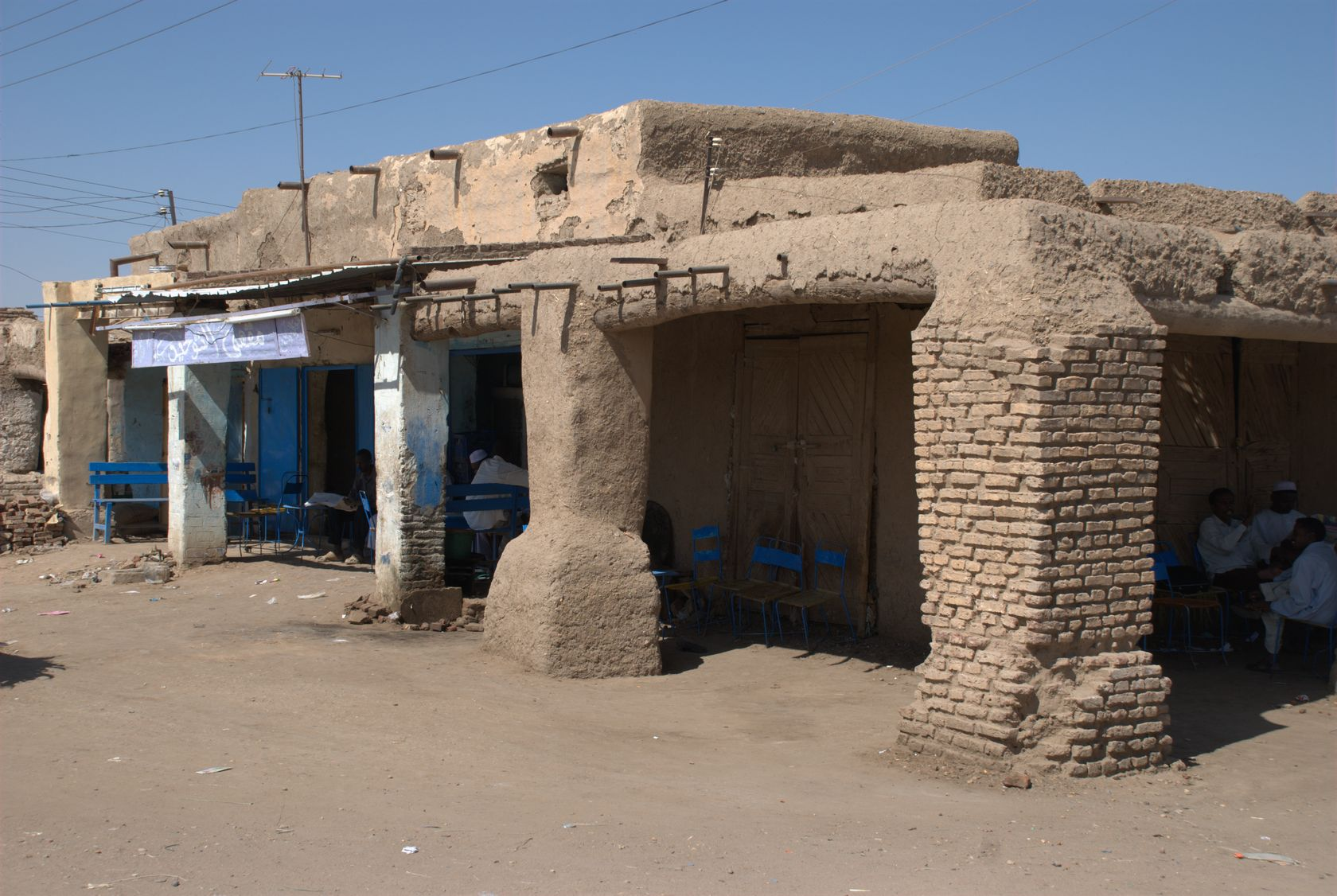
Praktisch nur in Ad-Damir sind noch Marktgebäude aus Lehmziegeln zu sehen. Die Dächer bestehen aus einer Astholz- konstruktion, auf die Stampflehm gepackt wurde. Die Säulen sind entsprechend der geringeren Druckfestigkeit des Materials breiter.

Ad-Damir (arabisch الدامر ad-Dāmir), Alternativschreibung Ed Damer (auch Ad Damar), ist die Hauptstadt des sudanesischen Bundesstaates Nahr an-Nil. Sie liegt am rechten Ufer des Nil, rund 10 Kilometer südlich von Atbara und rund 250 Kilometer nordöstlich von Khartum.

## Bevölkerung
Für das Gebiet Ad-Damir werden 122.944 Einwohner (Berechnung 2012) angegeben.
Bevölkerungsentwicklung:
| Jahr              | Einwohner |
| ----------------- | --------- |
| 1973 (Zensus)     | 17.086    |
| 1983 (Zensus)     | 25.345    |
| 1993 (Zensus)     | 50.995    |
| 2012 (Berechnung) | 122.944   |

## Geschichte
Ad-Damir ist Zentrum eines lokalen Sufi-Ordens. Der aus Marokko stammende Scheich und Gründer einer Bruderschaft (Tarīqa) Ahmad ibn Idris (1760–1837) lebte lange Zeit in Mekka. Drei seiner Schüler verbreiteten seine Lehren in jeweils abgewandelter Form an verschiedenen Orten in Sudan. Einer davon, Muhammad al-Majdhub as-Sughayir (1796–1833), ließ sich in Ad-Damir nieder, wo sein Grabbau im Zentrum der Stadt heute noch verehrt wird. Sein voller Name lautet in anderer Schreibung: Muhammad bin Ahmad Qamer al-Dīn bin Hamad al-Majdhūb al-Ṣaghīr. Al-Ṣaghīr heißt „der Jüngere“, da zur Zeit des Funj-Sultanats sein Großvater Hamad ibn al-Majdhub (1693–1776) den Majdhubiya genannten Sufi-Orden in der Gegend von ad-Damir gegründet hatte. Hamad ibn al-Majdhub gewann durch Askese, Meditation und gute Beziehungen zu den lokalen Clanführern Vertrauen in der Bevölkerung. Für Ad-Damir brachte das Selbstverwaltung, einen Ruf als Bildungszentrum und als Ort, um Streitigkeiten unter den Clans beizulegen. Die Führer des Ordens stiegen zu Gebietsherrschern in der Umgebung von ad-Damir auf, ihre Anhängerschaft verblieb innerhalb der umliegenden Stammesgebiete. Zur Zeit der türkisch-ägyptischen Herrschaft über Sudan kämpften die Majdhubiya auf Seiten des Mahdi gegen die Ägypter und gegen die mit den Ägyptern kooperierende Bruderschaft der Khatmiyya.
Der Forschungsreisende Jean Louis Burckhardt kam 1812 nach ad-Damir. Sudan war zu dieser Zeit noch nicht von ägyptischen Herrschern erobert. Burckhardt erwähnte den positiven Einfluss, den Muhammad al-Majdhub als Faqir el Kebir (arabisch: „großer Fakir“, ein islamischer Gelehrter und Heiler, von Burckhardt „Oberpriester“ genannt) auf die gesellschaftliche Moral ausüben würde. In den nahegelegenen Orten Berber und Shendi fand er, außer bei religiösen Männern, Alkohol und Prostitution verbreitet. Nicht so in Ad-Damir, als Folge dieses mäßigenden Einflusses der Religion nannte er Prosperität in Handel und Landwirtschaft.
Carl Ritter beschrieb in seinem geographischen Standardwerk von 1822 unter der Überschrift Der Priesterstaat Damer zusammengefasst: Der Großfakir lebte auf einem Platz in der Ortsmitte in einem kleinen quadratischen Gebäude. Mehrere angesehene Koranschulen (Madrasa), deren Schüler von weit anreisten, waren um eine große Moschee herum eingerichtet. Es gab intensiv betriebenen Ackerbau mit Bewässerung durch Göpel-Schöpfräder (Sakia), die von Ochsen angetrieben wurden und zwei Ernten im Jahr ermöglichten, einen zollfreien Markt und dadurch regen Handel.
Die wichtigste Karawanenroute führte von hier ostwärts durch die Wüste und das Gebirge am Roten Meer zur Hafenstadt Suakin. Dies war zugleich die Pilgerroute nach Mekka. Burckhardt nahm den Umweg über Shendi und Kassala.
Muhammad Madschdhub (1887/88–1976, genannt: Scheich Muhammad Dschalal al-Din), ein weiterer Scheich des Ordens, kam mit acht Jahren nach ad-Damir. Er gehörte zu den ersten Studenten, die von den Briten in Khartum eine westliche Erziehung erhielten, sein religiöser Lehrer war anfangs ein Scheich des Tijaniyya-Ordens, von seinem Onkel wurde er in die Majdhubiya initiiert. Muhammad Majdhub unterrichtete an der Koranschule (Chalwa) von ad-Damir. Nachdem dieser Schule um 1948 zugunsten einer weltlichen Einrichtung von der Regierung die Unterstützung entzogen wurde, gründete er seine eigene Religionsschule, die um 1959 fertiggestellt war, aber Mitte der 1970er Jahre von der Regierung übernommen wurde.

## Wirtschaft
Die Stadt liegt an der Eisenbahnlinie und der asphaltierten Hauptverbindungsstraße von Khartum nach Norden zur ägyptischen Grenze bei Wadi Halfa. Anstelle der Karawanenroute zweigt heute eine asphaltierte Straße von Atbara nach Port Sudan ab. Auf dem wöchentlichen Kamelmarkt (samstags) werden Kamelherden aus der Butana-Region, die in Richtung Norden transportiert werden sollen umgeschlagen. Es gibt einen kleineren Markt für Schafe, die von Bedscha verkauft werden. Die Stadt ist ein Umschlagplatz für die Dattel-Produktion aus dem Norden des Landes. Daneben existieren einige Handwerksbetriebe und Konservenfabriken für Mangos, Tomaten und andere landwirtschaftliche Erzeugnisse. Der größere Markt für Agrarprodukte und sonstige Waren befindet sich in Atbara. Beide Orte sind durch regelmäßig verkehrende Minibusse miteinander verbunden.

## Stadtbild
Ad-Damir hat sich im Gegensatz zu anderen Städten ein traditionelles nordsudanesisches Stadtbild bewahrt. Innerhalb eines rechtwinkligen Straßenplans befinden sind ausschließlich eingeschossige Gebäudezeilen mit im Marktbereich typischen Arkaden aus Säulenreihen oder Rundbögen. Die Häuser der ausgedehnten Wohnviertel bestehen aus Lehmziegeln. Es gibt mehrere Moscheen, die sich über das Stadtgebiet verteilen, und weiterhin eine Koranschule.